# Evelīna Krista Sitnika
Evelīna Krista Sitnika (* 25. April 2003) ist eine lettische Leichtathletin, die im Langstrecken- und Hindernislauf an den Start geht.

## Sportliche Laufbahn
Erste Erfahrungen bei internationalen Meisterschaften sammelte Evelīna Krista Sitnika im Jahr 2023, als sie bei der 2. Liga der Team-Europameisterschaft im Rahmen der Europaspiele in Chorzów in 10:28,25 min den achten Platz über 3000 m Hindernis belegte. Anschließend schied sie bei den U23-Europameisterschaften in Espoo über diese Distanz mit 10:33,34 min im Vorlauf aus. Im Oktober wurde sie bei den Straßenlauf-Weltmeisterschaften in Riga nach 17:27 min 32. über 5 km. Im Dezember wurde sie dann bei den Crosslauf-Europameisterschaften in Brüssel nach 32:39 min 74. im U23-Rennen.
2023 wurde Sitnika lettische Meisterin im 5000-Meter-Lauf sowie im 5-km-Straßenlauf. Zudem wurde sie 2024 Hallenmeisterin über 3000 Meter.

## Persönliche Bestleistungen
- 1500 Meter: 4:27,27 min, 21. Juli 2023 in Valmiera
  - 1500 Meter (Halle): 4:28,79 min, 18. Februar 2023 in Valmiera
  - 3000 Meter (Halle): 9:43,34 min, 3. Februar 2024 in Riga
- 5000 Meter: 17:16,97 min, 30. Juli 2023 in Valmiera
- 5-km-Straßenlauf: 17:27 min, 1. Oktober 2023 in Riga
- 3000 m Hindernis: 10:28,25 min, 22. Juni 2023 in Chorzów